# Korzenie
Korzenie. Drrama wieloaktowe (Korzenie. Drrama in Several Acts) là một vở kịch châm biếm về chủ đề Stalin của nhà văn Ba Lan Stanisław Lem. Lem đã viết nó vào cuối những năm 1940 cho bạn bè và người thân thân thiết của mình, giấu nó trong nhà và không bao giờ tìm thấy nó. Nó chỉ được tìm thấy vào đầu những năm 2000 trong quá trình chuẩn bị Lem's Opera Omnia của Gazeta Wyborcza, và được xuất bản trong tập 16.
Từ korzenie trong tiêu đề là một cách chơi chữ. Một nghĩa là "rễ". Nghĩa nôm na ám chỉ đến sự biểu hiện ukorzyć sie przed zachodem,  mà tương ứng với các câu nói xáo rỗng được sử dụng ở Liên Xô "идолопоклонничество перед западом", " thần tượng của phương Tây ", "cúi đầu trước phương Tây", và đó là một yếu tố của cốt truyện.
Trong một cuộc phỏng vấn với Tomasz Fiałkowski Lem nhớ lại rằng ông thậm chí đã ghi lại nội dung một vở kịch, nhưng cuộn băng đã xuống cấp. Vở kịch hóa ra được giấu trong một tập tin chứa một bản thảo chưa xuất bản khác, Botched Detective Story, cũng được xuất bản trong tập 16 của Opera Omnia.
Các nhân vật của vở kịch có những cái tên "Liên Xô", dễ giải mã bởi những người đương thời, chẳng hạn như NKVDist với tên tiếng Gruzia là Anichwili Tegonieradzę (xem hậu tố hỗ trợ -shvili và -dze), trong đó "Ani chili" tego nie radzę "có nghĩa là" Tôi sẽ không khuyên nó ngay cả ngay lập tức "trong tiếng Ba Lan. Và tất nhiên, có Joseph Stalin, "nụ cười siêu phàm và nụ cười vô nhân đạo" ("nadludzko genialny i nieludzko uśmiechnięty") 